# When Helen Was Elected
Pour plus de détails, voir Fiche technique et Distribution.
When Helen Was Elected est un film muet américain réalisé par Lem B. Parker et sorti en 1912.

## Fiche technique
- Titre : When Helen Was Elected
- Réalisation : Lem B. Parker
- Scénario : Lem B. Parker
- Producteur :  William Selig
- Société de production : Selig Polyscope Company
- Société de distribution : General Film Company
- Pays d'origine :  États-Unis
- Langue : Anglais
- Format : Noir et blanc — 35 mm — 1,33:1 — Muet
- Genre : Comédie
- Durée : 10 minutes
- Dates de sortie : 
  - États-Unis : 4 décembre 1912
  - Royaume-Uni : 2 mars 1913

## Distribution
- Wheeler Oakman : Beach Summers
- Phyllis Gordon : Helen Summers
- Gertrude Dunbar : Frances, la tante d'Helen
- George Hernandez : Eben, l'oncle d'Helen
- Fred Huntley : Freddie Heim
- Eddie James : Lyle Baker
- Frank M. Clark : Jeems
- Katharine Pardee : Mrs. Single, une divorcée